# هايدن كوكس
هايدن كوكس (بالإنجليزية: Hayden Cox)‏ هو شخصية أعمال أسترالي، ولد في 7 فبراير 1982 في سيدني في أستراليا.

## وصلات خارجية
- الموقع الرسمي